# United Defense Mark 45 letvægtskanon
En 127 mm (5") Mark 45 Letvægtskanon er en skibskanon udviklet af United Defense. Den bliver nu produceret af BAE Systems efter at have opkøbt United Defense. Kanonen er designet som en multifunktionskanon til brug mod skibe, fly samt bombardementer af land til støtte for landstyrker.
Kanonen kan lades med 20 granater i et automatisk ladesystem. Disse granater kan affyres på omkring et minut. Hvis der skal affyres flere end 20 granater, kræves der tre mand til at genoplade systemet: en piecekommandør, en operatør og en lader.

## Historie
Udviklingen af kanonen startede i 1960'erne som en erstatning af den gamle Mark 42 kanon. Kanonen skulle være lettere og samtidig nemmere at vedligeholde. I US Navy har en kaliber på 127 millimeter været standardstørrelsen på kanoner siden tiden før 2. verdenskrig. Kanonens kaliber er større, men skudkadencen er lavere end mange andre moderne flåders standardkanoner.

## Varianter
- Mod 0: Prototypen
- Mod 1: Mekanisk udstyr af indstilling af granaternes tændrør erstattes af elektronisk udstyr. Løbet er heltstøbt, hvilket giver den cirka dobbelt så lang levetid som det oprindelige løb.
- Mod 2: Eksportversion af Mod 1, men er nu også US Navys standardkanon.
- Mod 3: Opgraderet kontrolsystem, aldrig masseproduceret.
- Mod 4: Forlænget løb til 7,874 meter (tidligere: 6,858 meter) for bedre udnyttelse af drivladningen, højere mundingshastighed og større nøjagtighed.

## Brugere
- - Royal Australian Navy
  - ANZAC-klassen: Mod 2
  - Hobart-klassen: Mod 4
- Søværnet
  - Absalon-klassen: Mod 4 kanon
  - Iver Huitfeldt-klassen: forberedt til, men ikke udrustet med, en Mod 4
- Polemikó Naftikó
  - Hydra-klassen: Mod 2
- Japan Maritime Self-Defense Force
  - Atago-klassen: Mod 4
  - Akizuki-klassen: Mod 4
- Royal New Zealand Navy
  - ANZAC-klassen: Mod 2
- Armada Española
  - Álvaro de Bazán-klassen: Mod 2
- Daehanminguk Haegun
  - King Sejong the Great-klassen: Mod 4
  - Chungmugong Yi Sun-sin-klassen: Mod 4
- Zhōnghuá Mínguó Hǎijūn
  - Kee Lung-klassen: Mod 4
- Kongthap Ruea, Ratcha Navy
  - Naresuan-klassen: Mod 1
- Türk Deniz Kuvvetleri
  - Barbaros-klassen
- United States Navy
  - Arleigh Burke-klassen
    - 51-80: Mod 2 kanon
    - 81–112: Mod 4 kanon

  - Ticonderoga-klassen: Mod 2 kanon